# Новики (Барановичский район)
Новики́ (бел. Навікі) — деревня в Барановичском районе Брестской области. Входит в состав Столовичского сельсовета. Население — 11 человек (2019).

## География
Деревня находится в 13 км по автодорогам к северу от центра города Барановичи и в 3,5 км по автодорогам к северу от центра сельсовета, агрогородка Столовичи, на речке Смолянка. Граничит с юга с деревней Заполье.

## История
По переписи 1897 года — деревня Столовичской волости Новогрудского уезда Минской губернии, 8 дворов. В 1909 году — 9 дворов.
Согласно Рижскому мирному договору (1921) деревня с 10 домами вошла в состав межвоенной Польши, где принадлежала гмине Столовичи Барановичского повета Новогрудского воеводства.
С 1939 года в составе БССР, в 1940–62 годах — в Городищенском районе Барановичской, с 1954 года Брестской области, с 25 декабря 1962 года в Барановичском районе. С конца июня 1941 года до июля 1944 года оккупирована немецко-фашистскими войсками.

## Население
| Численность населения (по переписи) | Численность населения (по переписи) | Численность населения (по переписи) | Численность населения (по переписи) | Численность населения (по переписи) | Численность населения (по переписи) | Численность населения (по переписи) | Численность населения (по переписи) |
| 1897                                | 1909                                | 1921                                | 1959                                | 1970                                | 1999                                | 2009                                | 2019                                |
| ----------------------------------- | ----------------------------------- | ----------------------------------- | ----------------------------------- | ----------------------------------- | ----------------------------------- | ----------------------------------- | ----------------------------------- |
| 34                                  | ↗70                                 | ↘44                                 | ↗74                                 | ↘54                                 | ↘16                                 | ↘11                                 | →11                                 |